# أندرو بي. ستيرلينغ
أندرو بي. ستيرلينغ (بالإنجليزية: Andrew B. Sterling)‏ هو كاتب أغاني وشاعر أمريكي، ولد في 26 أغسطس 1874 في نيويورك في الولايات المتحدة، وتوفي في 11 أغسطس 1955 في ستامفورد في الولايات المتحدة.

## وصلات خارجية
- أندرو بي. ستيرلينغ على موقع IMDb (الإنجليزية)
- أندرو بي. ستيرلينغ على موقع ميوزك برينز (الإنجليزية)
- أندرو بي. ستيرلينغ على موقع قاعدة بيانات برودواي على الإنترنت (الإنجليزية)